# دانی یاتوم
دانی یاتوم (عبری: דני יתום‎؛ زادهٔ ۱۵ مارس ۱۹۴۵) سیاست‌مدار اهل اسرائیل است. وی بین سالهای ۱۹۹۶ تا ۱۹۹۸ ریاست سازمان اطلاعات و وظایف ویژه (موساد) را برعهده داشت. سپس از سال ۱۹۹۹ تا ۲۰۰۱ در کابینه ایهود باراک نخست وزیر وقت اسرائیل بعنوان رئیس ستاد و مشاور امنیتی وی ایفای نقش کرد.